# Lago Epecuén
Lago Epecuén är en saltsjö i Argentina.   Den ligger i provinsen Buenos Aires, i den centrala delen av landet, 500 km sydväst om huvudstaden Buenos Aires. Arean är 150 kvadratkilometer.
Runt Lago Epecuén är det mycket glesbefolkat, med 2 invånare per kvadratkilometer.